# Praia do Boqueirão
Praia do Boqueirão är en strand i Brasilien.   Den ligger i delstaten São Paulo, i den sydöstra delen av landet, 900 km söder om huvudstaden Brasília.